# Kevin Zeitler
Kevin Zeitler (Waukesha, Wisconsin, 8 de marzo de 1990) es un jugador profesional estadounidense de fútbol americano que se desempeña en la posición de lineman en Detroit Lions, equipo de la National Football League (NFL).

## Carrera
Fue seleccionado en la primera ronda en la Reunión Anual de Selección de Jugadores de la NFL de 2012. Hizo su debut profesional con el equipo Cincinnati Bengals, en el cual jugó cinco temporadas (2012-2017), después pasó a Cleveland Browns (2017-2019), posteriormente a New York Giants (2019-2021), luego a Baltimore Ravens, donde jugó tres temporadas, en 2024 pasó a Detroit Lions.